# Mestský štadión Púchov
Mestský štadión Púchov – stadion piłkarski w Púchovie, na Słowacji. Został otwarty 1 maja 1957 roku. Może pomieścić 6614 widzów. Swoje spotkania rozgrywają na nim piłkarze klubu MŠK Púchov.
Teren pod budowę obiektu pozyskano w 1951 roku. Budowa stadionu rozpoczęła się w 1953 roku, a jego otwarcie nastąpiło 1 maja 1957 roku. Budowa areny kosztowała 2,1 mln koron czechosłowackich. Obiekt posiadał wówczas bieżnię lekkoatletyczną. W latach 1958–1960 wybudowano trybunę główną obiektu. W 2000 roku zlikwidowano bieżnię lekkoatletyczną.